# 北氏
北氏（きたし）は、日本の氏族の一つ。かつては喜多・城田とも表記されることもあった。幾つかの流れがある。

## 都介直の北氏
都介直（都祁直）の北氏は大和国北庄が発祥の氏族である。神八井耳命の後裔で都祁国造として大和国山辺郡に栄えた豪族であり、本姓は都介直、のちに藤原姓を称するようになる。
この北氏の人物としては、戦国時代に大和国の大名・筒井氏配下の北吉実がいる。また『赤埴系図』の記述に「兵部少輔範則の女子・北加賀守実弘妻、当国山辺郡小倭住」とある。なお同じ大和国の人として『郷士記』には十市郡十市氏の一族である北春政という名前が見える。

## 桓武平氏清盛流の北氏
桓武平氏清盛流の北氏は、清盛の子・知盛の次男・平知忠の子孫と称する北氏である。伊賀国北方に住んでいたとされる。家紋は「八葉車輪の内揚羽蝶」「折烏帽子」「丸に蔦」である。

## 清和源氏佐竹氏族の北氏
清和源氏佐竹氏族の北氏は、常陸国の佐竹氏の一族である。佐竹氏居城の太田城の北に住んだことにより“北”の名前が発生したとされる。『戸村本佐竹系図』の注記に「佐竹左衛門大夫義治の子・左衛門義信（北）と見え、義武（久米義武）の名跡となる」と記されている。この北氏の人物として、『佐竹支族系図』北東分には「北義信（左衛門）─義住（又次郎、部垂において討死）」その弟「義廉（又七郎、左衛門大夫）─某（又七郎）」とあり、『諸家系図纂』も同じ内容を記載している。
『新編国志』に「北・佐竹義治の三子義武（久米義武）、三郎、又三郎と称し、久米城による。二子あり、義住、義廉という。義住、又次郎、天文8年（1539年）部垂に戦死す、子なし。弟・義廉あとをつぐ、又七郎と称す。子・義斯、又七郎左衛門督と称す。その子・義賢子なし、弟義信をあととす。又三郎左衛門督と称す。はじめ利員に居り、のち久米に徒る。地・太田の北にあるをもって、人呼んで北殿という」と記述されている。

## 清和源氏南部氏流の北氏
清和源氏南部氏流の北氏は、南部時実の子・南部宗実が北と名乗ったのが始まりの氏族である。『奥南旧指録』付録の『深秘妙』「南部御一家枝流」では「北氏。時実公の三男・孫三郎宗実をもって祖とす、これも三戸御城の北に屋敷有しゆえ世人北殿と称す。北の別れ、北守（北左衛門直度より出）、乳井（津軽浪人）、桜田（北守助左衛門二男牛内を祖とす）、足沢」とこの北氏の発祥について述べている。

## 剣吉北氏
この北氏は清和源氏南部氏流の北氏の子孫とされ、三戸南部氏代々の重臣であり、近世には盛岡藩士となった氏族。本姓は源氏。家系は清和源氏の一流で河内源氏の傍流・甲斐源氏・南部氏の一門にあたる。

### 出自
もとは剣吉氏といい、南部氏の居城・三戸城の北に居館（剣吉館、剣吉城）を有していたため北氏と呼ばれるようになったという。
『奥南旧指録』では、南部氏第3代当主・南部時実の四男・孫三郎宗実が北氏を称したとし、その子を宗愛としているが、その後を伝える北氏の系図はない。北信愛以前を前期北家と称している。
信愛の父は『参考諸家系図』に、南部氏21代惣領南部信義の子・致愛とあるが、北氏以外の南部家の他の伝えには信義に子があったとするものはない。ただ信愛を南部信義の孫としてみるのは世代的に妥当とされる。外祖父の剣吉五郎に養育された致愛は剣吉氏を継いで剣吉城主となったという。
一方で、南部信義の弟で大光寺氏祖である堤弾正左衛門光康の孫（光康の子で大光寺経行の弟たる弾正左衛門某の子）が信愛とする系図や、工藤氏庶流の剣吉藤原愛正の子が信愛とする系図もある。
なお北信愛がその末子・愛久に分封する際、「種市」が本名であって実は藤原姓工藤氏であると発言している。このため南部氏の北宗実の末裔説は仮冒だともされる。
北氏の動向が明確になるのは信愛の代で、かつ屋裏の変以後のことである。

### 歴史

#### 北信愛の活躍
北信愛は、南部氏一門の長老として歴史に登場した。すでに八戸氏・九戸氏に続く勢力を有していたとみられる。元亀2年（1571年）から始まった屋裏の変では、南部信直を保護し南部晴政と争った。南部晴継死去後には強引な手段によって南部信直を26代惣領の座につかせた。このため信直の側近として重用され、外交・軍事で活躍した。
天正18年（1590年）、南部氏と秋田氏が比内郡を争った際、信愛の子・愛邦が戦死した。また信愛の弟・北弾正は、比内郡で南部側につき秋田氏に攻められていた五城目兵庫を救援に向かい、大館表の戦いで討死した。ただし弾正はいったん落ち延びて五城目領で自害したとも伝わり、自害した地には弾正と家臣12名（計13人）を祭る十三騎神社が建てられている。
天正19年（1591年）に九戸政実の乱が起こると、九戸方につき南部氏によって滅亡した一戸氏旧領を北一族は与えられ、九戸政実への押さえとなった。長男・彦助愛一（定愛）は剣吉城から移って寺田館を領し、次男・主馬尉秀愛（直愛）は一戸城を領した。秀愛は九戸方の一戸猛攻に耐え、その功で乱後に花巻城8000石を得ている。しかし秀愛は慶長3年（1598年）に死去、花巻城代は父・信愛が継いだ。ただし秀愛は一戸城の戦いで戦死したとも伝わるため、『一戸町誌 上』では秀愛の花巻領有を疑問視する。
慶長18年（1613年）、信愛が没すると花巻城代たる北氏は断絶、藩主南部利直の次男・政直が新たに2万石で花巻城に入った。ただし主命によって、信愛の五男（三男）で2000石を有していた愛継（直継）が、秀愛の名跡と信愛以来の北氏の祭祀を継承した。長男愛一が分家していたためとみられる。

#### 信愛以降の北一族
北愛一の家系
彦助愛一は2150石（あるいは2500石）を知行し、その跡は子の左衛門佐直愛が2100石で継いだ。しかし左衛門佐直愛は、藩主の鷹狩において配下の勢子が獲物を逃す不祥事を起こしたため処分を受け、かつ直愛がそのまま死去したために嫡男・北愛時が500石しか継げず、大身（藩からの知行が1000石以上）から転落した。そして3代目の愛時は病ですぐ隠居してしまい、次代の北岩松は早世した。こうして北氏嫡流は断絶した。『参考諸家系図』によると、岩松が有していた北家惣領の座は愛時の弟・北愛紀が継いだという。愛紀は直愛の遺領のうち別の300石を知行し、北政末の代に分地で250石となったが加増され262石となっている。しかし北愛章のとき彼が自殺してしまい家禄収公処分となり、嫡男・北継豊が赦され再興されるが50石となり幕末に至った。直愛の弟・北愛言の長男・愛元は、愛時の次女を娶って新たに200石を有し、のち主命により本家から50石を分地され家名を北守（ほくしゅ）と改めた。愛言次男・愛路は梅田氏を称し、新たに22石を与えられて続いた。　
北直継の家系（大湯南部氏）
北氏の位牌を継承した九兵衛直継の家は、八戸氏、中野氏と共に南部家中で代々家老などを歴任して大身のまま幕末に至った。3代目の北可継は、藩主南部行信が儒学を奨励したことに乗じて、七戸愛信・北川宗俊らと儒教にのっとった改革を行おうとするが失敗し蟄居処分となった（「元禄の儒者論」）。ただし彼は跡継ぎ・北恭継の死去に伴って再び家を継ぎ、再度儒者論が原因で隠居した。彼の日記『可継日記』が残っている。文政元年（1818年）、当主・南部継隆は主命により家名を南部氏に改めている。なお寛文5年（1665年）八戸藩の成立によって領地が陸奥大湯となり、またこの南部復姓のため、直継系は大湯南部氏とも称する。石高は、直継の子・北宣継のとき2150石に加増、北節継のとき新田改で2250石、継隆のとき2620石へ加増、南部済揖のとき高直しで2760石となった。明治2年（1869年）に済揖は藩が戊辰戦争に敗北するなかで謹慎・蟄居処分を受ける。のち赦され嫡男・北斉大が継ぐが南部姓ではなく北氏での取り立てであった。南部姓に復するのは斉大の子・南部済謙のときである。
その他
信愛の末子・愛久が500石を領して種市氏を称している。
信愛の外甥で養子の直吉（信景）は南部家に仕えていたが、出奔して大坂城に入り大坂の陣で豊臣方となったため、戦後に処刑されている。

### 系図
```
実線は実子、細線・二重線は養子。

　　　　　　　　　　　　　　　　　　　 
北致愛

　　　　　　　　　　　　　　　　　　　　 ┃
　　　　　　　　　　　　　　　　　　　　
信愛

　 ┏━━━┳━━━━┳━━━━━┳━━━╋━━━━━━━┓
　 ∥　　　┃　　　　┃　　　　　┃　　　┃　　　　　　　┃
　
直吉
　
種市愛久
　　
愛継（直継）
愛邦
　　
秀愛（直愛）
　　
愛一（定愛）

　 ┃　　　　　　　　┃　　　　　　　　　┏━━━━━━━┫
　直勝　　　　　　　
宣継
　　　　　　　　　
愛言
　　　　　　
直愛

　 　　　　┏━━━━┫　　　　┏━━━━┫　　　　┏━━┫
　　　　
八戸義謀
　　
可継
　　梅田愛路　
北守愛元
　　
愛紀
　
愛時

　 　　　　　　　　　┃　　　　　　　　　　　┏━━┫　　┃
　　　　　　　　　　
恭継
　　　　　　　　　　愛継　義愛　
岩松

　 　　　　　　　　　∥　　　　　　　　　　　　　　∥
　　　　　　　　　　
可継
（先代の再継承）　　　　　政本（
東氏
より）（嫡孫継承）
　 　　　　　　　　　∥　　　　　　　　　　　　　　∥
　　　　　　　　　　
節継
（東氏より）　　　　　　　愛継
　 　┏━━━━┳━━┫　　　　　　　　　　　　　　∥
　　
継愛
　
七戸継賜
　
継担
（家督相続前死去）　　　　
岩松
（東氏より）
　　 　　　　　┏━━┫　　　　　　　　　　　　　　∥
　　　　　　　
継隆
　
継武
（継達）（嫡孫継承）　　　政斧（東氏より）
　 　　　　　　　　　∥　　　　　　　　　　　　　　┃
　　　　　　　　
南部継隆
（継愛）　　　　　　　　　愛聰
　　 　　　　　　　　┃　　　　　　　　　　　┏━━┫
　　　　　　　　　　継熈　　　　　　　　　　継道　
愛章

　 　　　　　　　　　∥　　　　　　　　　　　　　　┃
　　　　　　　　　　継処（
八戸氏
より）　　　　　　
継豊

　　　　　　　　　　 ∥　　　　　　　　　　　　　　∥
　　　　　　　　　　継昌（八戸氏より）　　　　　　継道
　　　　　　　　　　 ∥　　　　　　　　　　　　　　∥
　　　　　　　　　
継序
（済民）（
新渡戸氏
より）　　継明（岩泉氏より）
　　　　　　　　　　 ┃　　　　　　　　　　　　　　┣━━┓
　　　　　　　　　　
済揖
　　　　　　　　　　　　彦太郎　彦右衛門
　　　　　　　　　　 ┃　　　　　　　　　　　　　　∥　　┃
　　　　　　　　　
北斉大
　　　　　　　　　　　　　継重　継重
　　　　　　　　　　 ┃
　　　　　　　　
南部済謙
```

北継武の養子・南部継隆について、『鹿角市史』では北継担の子で継武の弟とする。「参考諸家系図」では北継愛とあり北節継の三男で継担・七戸継賜の弟とし、別名を継達・継隆とする。なお「参考諸家系図」「諸士給人由緒書上」「御番割遠近帳」によれば、継愛は安永5年（1776年）5月出生、節継は安永8年（1779年）5月死去、継坦は明和5年（1768年）9月死去という。

## 桓武平氏北条氏流の北氏
桓武平氏北条氏流の北氏は美作国発祥の氏族である。この北氏について『美作名門集』が「北条高時の二男・北条時行の長子・伊勢小次郎時長の4代のちの子孫・伊勢駿河守照康の弟・弾正氏清・山名教清の婿となり、嘉吉元年（1441年）3月、久米郡北分北方に築きて居る。応仁年中、細川、山名の京師に戦うや、教清の子・政清ら、持豊を援く。赤松政則・そのところに乗じ、岩屋城を攻撃す。氏清敗戦し、その長子は大河原大膳利輝と号す。その後弾正利季、監物時教を経て、氏則に至り、天正9年（1581年）毛利輝元の撃破するところとなり、落城戦死す。長子左衛門尉利親・北方に隠る、これを北氏の祖とす。弟右衛門尉時教は叔父江原親次の輔育するところとなり、文祿の役親次の将となりて陣中に死す」と言い伝えを記している。

## 大江姓の北氏
安芸国の国人領主毛利氏から出た北氏である。毛利弘元の子・就勝が北氏を称したとされる。

## 海部氏流の北氏
阿波国の北氏である。『故城記』「海部郡分」に「浅川殿……、同北殿　海部朝臣藤原氏　〔家紋〕丸中に藤の字」と記載している。

## 阿波国平姓の北氏
阿波国の北氏である。『故城記』「海部郡分」に「由岐殿……、同北殿　平氏　〔家紋〕蝉の上羽」とある。

## 清和源氏新田氏流の北氏
山名氏から派生した北氏である。『山名系図』に「氏清の子・満氏、北七郎、民部少輔、一本小二郎」とある。

## 菊池氏流の北氏
菊池氏支族の北氏である。『一本菊池系図』に「左京大夫兼朝─忠親（北弥次郎）」と記述されている。またこの北氏の一族と思われる菊池氏家臣の北氏がおり、永正3年（1506年）の政隆侍帳、永正2年（1505年）の連署に「北山城守公村」という名前が記されている。

## その他の北氏
1. 有道姓北氏は、武蔵七党の一派児玉党の一族。
2. 往来左京の実子、北右近の一族。